# Crystal Mill
Il Crystal Mill, conosciuto anche come Old Mill, è una centrale elettrica costruita in legno nel 1892, situata su un promontorio sopra il fiume Crystal nei pressi della città fantasma di Crystal in Colorado, negli Stati Uniti d'America. Il mulino è facilmente raggiungibile da Crested Butte, anch'esso parte della contea di Gunnison. Sebbene sia chiamato mulino, sarebbe più correttamente indicato come una stazione di compressione, in quanto utilizzava una turbina idraulica per azionare un compressore ad aria.  L'aria compressa era poi utilizzata per alimentare altre macchine od utensili.
Situato a 3,7 miglia a sud-est di Marble, l'edificio è oggi un'icona del Colorado ed è spesso considerato come il luogo più fotografato nello Stato, pur essendo relativamente isolato rispetto al più facilmente accessibile e molto frequentato lago Maroon, vicino ad Aspen.

## Nomi

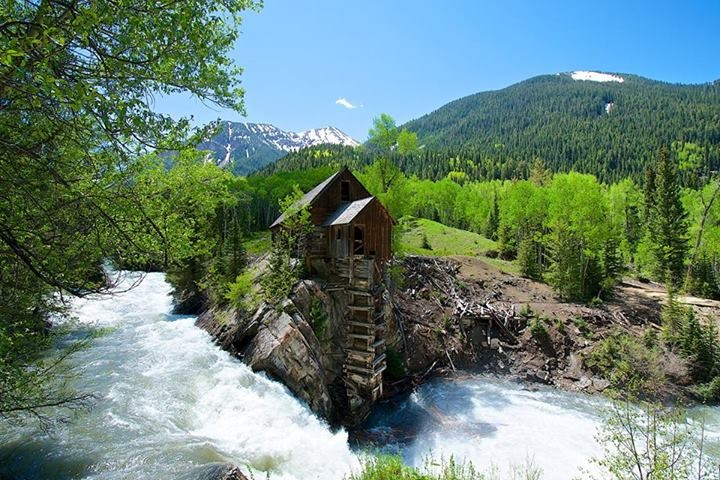
Il Crystal Mill nel 2014

Mentre oggigiorno l'edificio è conosciuto come Crystal Mill oppure Old Crystal Mill, in passato (quando il mulino era ancora in uso) era chiamato Sheep Mountain Power House presso il Lost Horse Millsite, o più semplicemente il Lost Horse Mill. A volte viene erroneamente chiamato il  Dead Horse Mill.

## Storia

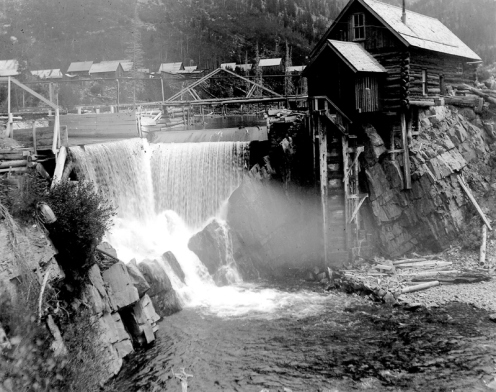
Il Crystal Mill in funzione negli anni 1890

Il mulino fu costruito nel 1893 da George C. Eaton e B.S. Phillips, fondatori della Sheep Mountain Tunnel e Mining Company, come centrale idroelettrica della galleria della Sheep Mountain. In origine aveva una ruota idraulica orizzontale che generava aria compressa per i minatori delle vicine miniere d'argento. Cadde in disuso nel 1917 quando la miniera di Sheep Mountain chiuse. Il mulino venne iscritto nel National Register of Historic Places il 5 luglio 1985.